# Ateleute rufa
Ateleute rufa là một loài tò vò trong họ Ichneumonidae.